# گورستان شرف الملک

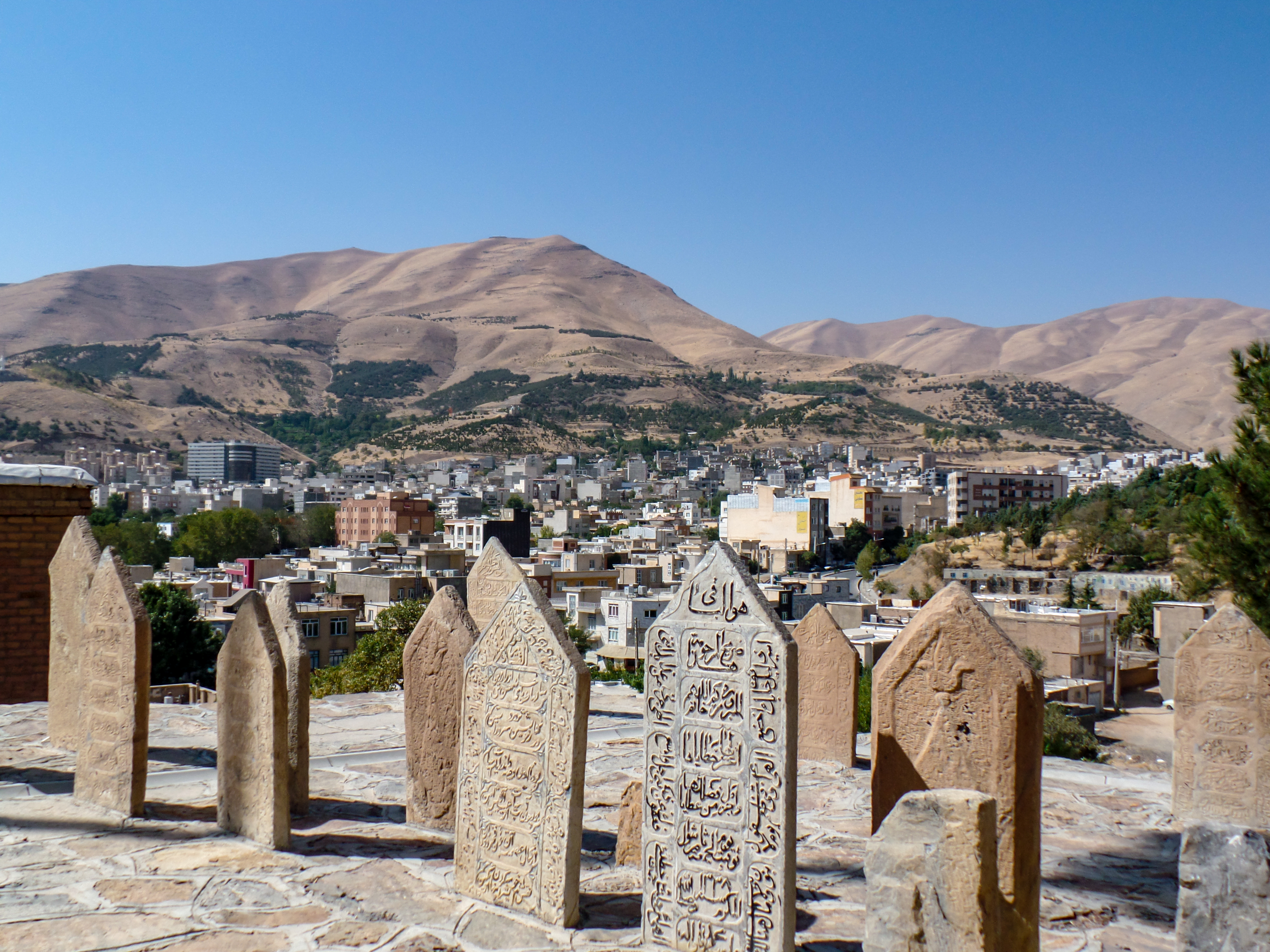
گورستان شرف الملک

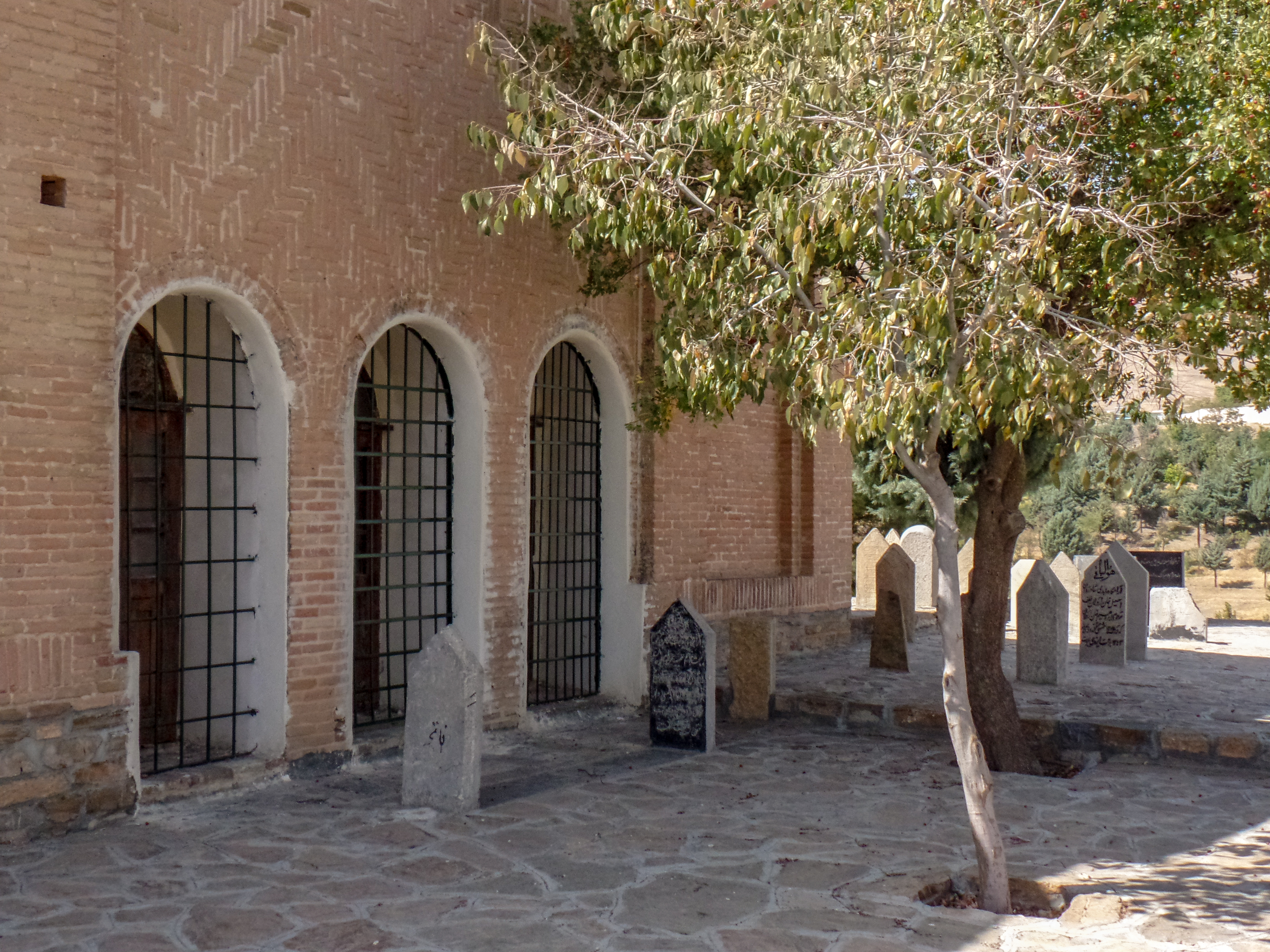
گورستان شرف الملک

قبرستان شرف الملک اردلان مربوط به دوره قاجار است و در سنندج، انتهای خیابان وکیل (کشاورز) واقع شده و این اثر در تاریخ ۱۳۸۴/۰۵/۱۹ با شمارهٔ ثبت ۱۲۷۹۱ به‌عنوان یکی از آثار ملی ایران به ثبت رسیده‌است.